# 呉成
呉 成（ご せい、生年不詳 - 宣徳8年12月5日（1434年1月15日））は、明代の軍人。本貫は遼陽府遼陽県。

## 生涯
元の遼陽行省右丞の通伯の子として生まれた。もとの名は買驢といった。洪武20年（1387年）、ナガチュ麾下の全国公観童が明に降ると、通伯と買驢の父子もともに降った。買驢は姓を呉、名を成と改めた。総旗となり、たびたび北伐に従軍した。建文元年（1399年）、永平衛百戸に任じられた。燕王朱棣に降り、靖難の変に従軍して戦功を挙げ、都指揮僉事に累進した。
建文4年（1402年）、永楽帝（朱棣）が即位すると、呉成は都指揮使に任じられた。永楽8年（1410年）、永楽帝の漠北遠征に従い、オノン川でオルジェイ・テムルと戦った。アルクタイに対する征戦に従い、朱栄の兵と合流して先鋒をつとめ、闊湾海まで追撃した。召還されると、都督僉事に進んだ。さらに三たび永楽帝の漠北遠征に従った。洪熙元年（1425年）1月、後軍左都督に進んだ。陽武侯薛禄に従って大松嶺に遠征し、先鋒をつとめて、功績を挙げた。7月、清平伯に封じられ、世券を与えられた。宣徳元年（1426年）、漢王朱高煦が反乱を起こすと、呉成は楽安の征討に従い、薛禄とともに先鋒をつとめた。反乱が平定されると、呉成は興和に出向して守備した。呉成は狩猟を好んで防備を怠り、猟に出た隙に敵が城に侵入し、妻子を拉致して去った。宣徳帝はこの報告を受けたが、呉成を処罰しなかった。まもなくアルクタイが明に朝貢すると、呉成の家族の身柄が返還された。宣徳2年（1427年）5月、呉成は副総兵となり、食糧輸送を護衛して開平に赴いた。宣徳3年（1428年）9月、宣徳帝が北征すると、呉成は従軍してウリャンカイを寛河で破った。宣徳4年（1429年）2月、清平侯に爵位を進めた。宣徳8年12月甲寅（1434年1月15日）、死去した。渠国公の位を追贈された。諡は壮勇といった。
子の呉忠が先だって死去していたため、呉忠の子の呉英が清平伯の爵位を嗣いだ。